# Wyssozk
Wyssozk (russisch Высоцк, finnisch Uuras) ist eine Kleinstadt in der Oblast Leningrad (Russland) mit 1121 Einwohnern (Stand 1. Januar 2024).

## Geografie
Die Stadt liegt etwa 150 km nordwestlich der Oblasthauptstadt Sankt Petersburg auf der Insel Wyssozki an der Nordostküste des Finnischen Meerbusens der Ostsee.
Wyssozk gehört zum Rajon Wyborg und liegt etwa zwölf Kilometer südwestlich des Rajonverwaltungszentrums. Wyssozk ist gemessen an der Einwohnerzahl eine der kleinsten Städte Russlands.

## Geschichte
Zu Beginn des 18. Jahrhunderts ließ Zar Peter I. an der Zufahrt zum Hafen Wyborg eine Festung errichten und benannte sie nach dem schwedischen Namen der Meerenge Trongsund (russisch Тронгзунд; schwedisch Trångsund, wörtlich schmale Meerenge). Um die Festung entstand ein kleiner Ort.
Ab 1812 gehörten Ort und Festung zum Großfürstentum Finnland des Russischen Kaiserreiches. Daher kamen sie mit der finnischen Unabhängigkeitserklärung 1917 zur Provinz Wiborg der Republik Finnland. 1918 wurde der finnische Name Uuras offiziell.
Im Ergebnis des Winterkrieges gelangte der Ort 1940 mit dem Großteil Westkareliens bzw. der Karelischen Landenge in den Besitz der Sowjetunion, wo er wieder Trongsund genannt wurde und das sowjetische Stadtrecht erhielt.
Im Zweiten Weltkrieg wurde Uuras im August 1941 erneut von finnischen Truppen besetzt und im Juni 1944 von Truppen der Leningrader Front der Roten Armee im Rahmen der Wyborg-Petrosawodsker Operation zurückerobert. In Folge gehörte die Stadt zur Sowjetunion und erhielt im Juli 1948 ihren heutigen Namen zu Ehren des Helden der Sowjetunion Kusma Wyssozki, welcher in der Umgebung am 4. März 1940, in den letzten Tagen des Winterkrieges, ums Leben gekommen war.

### Bevölkerungsentwicklung
| Jahr | Einwohner |
| ---- | --------- |
| 1959 | 1345      |
| 1970 | 1318      |
| 1979 | 856       |
| 1989 | 929       |
| 2002 | 1673      |
| 2010 | 1244      |

Anmerkung: Volkszählungsdaten

## Kultur und Sehenswürdigkeiten
In Wyssozk sind die Überreste der Festung Trongsund aus dem 18. Jahrhundert erhalten.

## Wirtschaft und Infrastruktur
Hauptwirtschaftsfaktor ist der Seehafen südlich der Stadt, der seit Mitte der 1990er Jahre aktiv ausgebaut wird. Lukoil errichtete ein Erdölterminal; außerdem entstand ein Kohleterminal. Für 2010 wird ein Umschlag von 15 Millionen Tonnen angestrebt.
Die Stadt ist Endpunkt einer elf Kilometer langen elektrifizierten Eisenbahnstrecke, die bei der Station Popowo von der entlang des Nordufers des Finnischen Meerbusens führenden Strecke Uschkowo–Wyborg abzweigt.
Wyssozk ist auch über die Straße 41K-098 erreichbar.

## Persönlichkeiten
- Jacob Björnström (1881–1935), finnischer Segler; geboren in Trongsund
- Alexander Popow (1859–1906), Physiker; führte bei Trongsund und auf den umliegenden Inseln zwischen 1897 und 1902 Versuche zur drahtlosen Telegraphie durch